# 103560 Peate
103560 Peate è un asteroide della fascia principale. Scoperto nel 2000, presenta un'orbita caratterizzata da un semiasse maggiore pari a 2,3938577 au e da un'eccentricità di 0,1349087, inclinata di 5,64987° rispetto all'eclittica.